# Epeda II
Pour les articles homonymes, voir Epeda.
Epeda II est une localité de la région du Centre au Cameroun, localisée dans la commune de Nsem et le département de la Haute-Sanaga.

## Population
En 1963, Epeda II comptait 57 habitants, principalement des Bamvele.
Lors du recensement de 2005, ce nombre s'élevait à 190.